# Министерство кадров, государственных жалоб и пенсий (Индия)
Министерство кадров, государственных жалоб и пенсий (Индия) отвечает за кадровые вопросы, в том числе набор персонала, развития его карьеры, обучение, социальное обеспечение и оповещение о занятости. Министерство находится под общим руководством Премьер-министра Индии (Манмохан Сингх, по состоянию на май 2008 года), которому помогает государственный министр. 

## Структура
- Департамент кадров и профессиональной подготовки
  - Центральный секретариат службы
  - Индийская административная служба
- Департамент пенсионеров и социального обеспечения пенсиями
- Департамент административных реформ и общественных жалоб